# حمیده ماحوزی
حمیده ماحوزی (زادهٔ ۲۰ مهر ماه ۱۳۳۹ تنگستان - استان بوشهر) فعال فرهنگی، مدرس دانشگاه و از اسفند ۱۳۹۲ تا اواخر دولت روحانی مدیرکل اداره فرهنگ و ارشاد اسلامی استان بوشهر است و در دوره مدیریت ایشان بوشهر موفق به کسب عنوان «پایتخت کتاب ایران» در سال ۹۶ و نامزدی پایتخت جهانی کتاب یونسکو در سال ۲۰۱۹ و «رتبه اول قرآنی کشور» برای ۲ سال متوالی گردید و بیشترین تعداد برگزاری کنسرت موسیقی نیز در دوره مدیریت حمیده ماحوزی به ثبت رسیده‌است. تئاتر بوشهر نیز در این دوره به جمع ۳ استان برتر کشور راه یافت , در سال ۹۵ لوح افتخار برترین مدیرکل‌های وزارت فرهنگ و ارشاداسلامی را از وزیر وقت (علی جنتی) دریافت کرد.

## تحصیلات
وی کارشناسی مدیریت آموزشی را از دانشگاه شیراز، کارشناسی ارشد مدیریت آموزشی را از دانشگاه آزاد اسلامی واحد شیراز اخذ کرد و دارای مدرک دکتری تعلیم و تربیت از دانشگاه صدرالدین عینی تاجیکستان است.

## فعالیت‌ها

### سوابق پیشین
- ۱۸سال سابقه تدریس، مشاوره و مدیریت در آموزش و پرورش استان بوشهر
- مدیر و معلم نمونه کشوری در سال ۱۳۸۵.[۶]
- مدیر مرکز آموزش عالی و فنی و حرفه‌ای دخترانه الزهرا
- معاون فرهنگی اداره کل فرهنگ و ارشاد اسلامی استان بوشهر
- مشاور رئیس آموزش و پرورش استان بوشهر
- رئیس هیئت آمادگی جسمانی و ایروبیک استان بوشهر
- تدریس در مراکز عالی آموزشی استان بوشهر
- ۱۰سال نماینده مردم بوشهر در شورای اسلامی شهر بوشهر با سمت‌های نایب رئیس شورا، رئیس کمیسیون فرهنگی، رئیس مرکز پژوهش‌ها[۷]
- مدیرعامل نمایشگاه بین‌المللی بوشهر و عضویت در هیئت مدیره نمایشگاه‌های بین‌المللی کشور

## تالیف‌ها
1. کتاب "سبک‌های رهبری مدیران در سازمان‌ها"[۸]
2. کتاب "ماهیت ضرب‌المثل‌ها، چیستان‌ها، قصه‌ها و اشعار و تاثیر آن‌ها بر تربیت کودکان"[۹]
3. کتاب "مبانی و اصول سرپرستی دوره‌های کاردانی و کارشناسی"[۱۰]